# José Antonio Villagrán Correas
José Antonio Villagrán Correas (Tucumán, 1821-Valparaíso, 17 de junio de 1895) fue un militar y político chileno. Hijo de José Antonio Villagrán y de Casimira Correas. En 1836 ingresa a la Escuela Militar y en 1838 ingresó en el ejército como Cadete del Batallón Chillán.
En enero de 1838 ascendió a Subteniente y dos años más tarde fue destinado al Batallón Valdivia. El 15 de julio de 1844 fue ascendido a Teniente y al año siguiente fue nombrado Ayudante de la Escuela Militar, siendo Profesor de matemáticas en este establecimiento. Ingresó en la Universidad de Chile a estudiar ingeniería y en 1847 se tituló de Ingeniero Agrimensor. Ese mismo año fue ascendido a Capitán y ayudó a sofocar el Motín de Urriola.
Durante la Revolución de 1851, apoyó al gobierno de Manuel Montt Torres y al año siguiente ascendió a Sargento Mayor Graduado. En 1853 fue nombrado Instructor del Batallón Cívico N.º 1 de Concepción y poco después fue nombrado Comandante interino del Batallón 2.º de Línea. Fue ayudante de la Inspección General de Guardias Nacionales y primer ayudante de la Comandancia General de Armas de Santiago. En 1858 ascendió a teniente coronel y fue nombrado comandante del 2.º de Línea. Participó en la Revolución de 1859 apoyando nuevamente al gobierno de Manuel Montt y luchó en la batalla de Cerro Grande en abril de 1859.
Fue nombrado Comandante de la división pacificadora de Atacama y luchó en los combates de Vallenar y en el de Copiapó. Fue nombrado Intendente interino de Atacama y en junio de 1859 ascendió a Coronel Graduado. Durante la guerra contra España fue nombrado Jefe de la guarnición de Caldera y dirigió las tropas chilenas en la batalla de Calderilla.

## Guerra del Pacífico
Al estallar la guerra fue nombrado jefe del Estado Mayor General del ejército, realizando una notable labor de adiestramiento de las primeras tropas que se enviaron al norte. El 26 de junio de 1879 fue nombrado inspector general del Ejército y de Guardias Nacionales y el 18 de octubre del mismo año fue nombrado Comandante en Jefe del ejército de reserva. Como tal, quedó a cargo de las salitreras expropiadas por Perú, propuso abiertamente su nacionalización y se opuso a la entrega a privados.
El 29 de agosto de 1880 fue ascendido a General de División. Tras la salida de Erasmo Escala, hubo propuestas para nombrar a Villagrán como Comandante en Jefe pero finalmente el gobierno nombró a Manuel Baquedano (quien había llegado a general sin pasar por la escuela militar) en el cargo y Villagrán fue nombrado jefe de la primera división del Ejército, la que, según el plan, debía marchar 8 días desde Pisco hasta Lurín en una región seca e inhóspita para despejar las espaldas de las divisiones que desembarcarían en Lurín. Villagrán, en vista de las enormes dificultades y la falta de pertrechos advirtió a Baquedano que no sería su responsabilidad en caso de un fracaso de la marcha. Baquedano contestó que siempre la responsabilidad es de quien da la orden y solicitó al gobierno el retiro de Villagrán, lo que el gobierno hizo. Poco después fue nombrado Miembro de la Comisión Calificadora de Servicios.
Falleció a los 74 años.